# Ophrys perspicua
Ophrys perspicua är en orkidéart som beskrevs av Jany Renz och Gerd Taubenheim. Ophrys perspicua ingår i ofryssläktet, och familjen orkidéer.
Artens utbredningsområde är Turkiet. Inga underarter finns listade i Catalogue of Life.